# Avanne-Aveney
Avanne-Aveney és un municipi francès situat al departament del Doubs i a la regió de Borgonya - Franc Comtat. L'any 2007 tenia 2.336 habitants.

## Demografia

### Població
El 2007 la població de fet d'Avanne-Aveney era de 2.336 persones. Hi havia 783 famílies de les quals 167 eren unipersonals (53 homes vivint sols i 114 dones vivint soles), 284 parelles sense fills, 304 parelles amb fills i 28 famílies monoparentals amb fills.
La població ha evolucionat segons el següent gràfic:
Habitants censats

### Habitatges
El 2007 hi havia 820 habitatges, 794 eren l'habitatge principal de la família, 10 eren segones residències i 15 estaven desocupats. 699 eren cases i 115 eren apartaments. Dels 794 habitatges principals, 610 estaven ocupats pels seus propietaris, 171 estaven llogats i ocupats pels llogaters i 13 estaven cedits a títol gratuït; 9 tenien una cambra, 43 en tenien dues, 70 en tenien tres, 170 en tenien quatre i 502 en tenien cinc o més. 704 habitatges disposaven pel capbaix d'una plaça de pàrquing. A 349 habitatges hi havia un automòbil i a 400 n'hi havia dos o més.

### Piràmide de població
La piràmide de població per edats i sexe el 2009 era:
| Homes | Edats   | Dones |
| ----- | ------- | ----- |
| 8     | 95 o +  | 16    |
| 4     | 90 a 94 | 44    |
| 16    | 85 a 89 | 64    |
| 16    | 80 a 84 | 48    |
| 64    | 75 a 79 | 36    |
| 48    | 70 a 74 | 32    |
| 64    | 65 a 69 | 60    |
| 44    | 60 a 64 | 52    |
| 48    | 55 a 59 | 48    |
| 92    | 50 a 54 | 104   |
| 48    | 45 a 49 | 44    |
| 68    | 40 a 44 | 72    |
| 56    | 35 a 39 | 52    |
| 40    | 30 a 34 | 32    |
| 36    | 25 a 29 | 40    |
| 36    | 20 a 24 | 64    |
| 84    | 15 a 19 | 72    |
| 68    | 10 a 14 | 64    |
| 32    | 5 a 9   | 32    |
| 20    | 0 a 4   | 28    |

## Economia
El 2007 la població en edat de treballar era de 1.347 persones, 971 eren actives i 376 eren inactives. De les 971 persones actives 919 estaven ocupades (496 homes i 423 dones) i 52 estaven aturades (19 homes i 33 dones). De les 376 persones inactives 120 estaven jubilades, 168 estaven estudiant i 88 estaven classificades com a «altres inactius».

### Ingressos
El 2009 a Avanne-Aveney hi havia 787 unitats fiscals que integraven 2.079 persones, la mediana anual d'ingressos fiscals per persona era de 20.239 €.

### Activitats econòmiques
Dels 82 establiments que hi havia el 2007, 1 era d'una empresa extractiva, 2 d'empreses alimentàries, 3 d'empreses de fabricació d'altres productes industrials, 15 d'empreses de construcció, 13 d'empreses de comerç i reparació d'automòbils, 7 d'empreses de transport, 4 d'empreses d'hostatgeria i restauració, 2 d'empreses d'informació i comunicació, 1 d'una empresa financera, 5 d'empreses immobiliàries, 8 d'empreses de serveis, 15 d'entitats de l'administració pública i 6 d'empreses classificades com a «altres activitats de serveis».
Dels 30 establiments de servei als particulars que hi havia el 2009, 1 era una oficina de correu, 2 funeràries, 5 tallers de reparació d'automòbils i de material agrícola, 3 paletes, 3 guixaires pintors, 1 fusteria, 5 lampisteries, 1 electricista, 3 perruqueries, 3 restaurants i 3 agències immobiliàries.
Dels 3 establiments comercials que hi havia el 2009, 1 era una botiga de menys de 120 m², 1 una fleca i 1 una botiga d'electrodomèstics.
L'any 2000 a Avanne-Aveney hi havia 11 explotacions agrícoles que ocupaven un total de 28 hectàrees.

## Equipaments sanitaris i escolars
El 2009 hi havia 1 un hospital de tractaments de llarga durada i 1 farmàcia.
El 2009 hi havia una escola elemental.

## Poblacions més properes
El següent diagrama mostra les poblacions més properes.